# Ernestine Graßberger
Ernestine „Erni“ Graßberger (* 11. Juni 1940 in Wien) ist eine ehemalige österreichische Politikerin der SPÖ und Funktionärin bei den Österreichischen Kinderfreunden.

## Leben und Karriere

### Ausbildung, Arbeit und erste politische Ämter
Erni Graßberger wurde am 11. Juni 1940 in Wien geboren, absolvierte nach ihrer allgemeinen Schulausbildung eine kaufmännische Ausbildung an einer Abendhandelsschule sowie der Gewerkschaftsschule und war in weiterer Folge von 1955 bis 1976 im Österreichischen Gesellschafts- und Wirtschaftsmuseum tätig. Daneben arbeitete sie auch von 1960 bis 1975 in verschiedenen Funktionen als kaufmännische Angestellte in Baugenossenschaften und Wohnbaugenossenschaften mit.
Nebenbei war sie ab den 1950er Jahren – laut verschiedenen Quellen ab 1958; laut eigener Aussage bereits früher – in verschiedenen Funktionen bei den Österreichischen Kinderfreunden (darunter seit 1976 als Kontrollmitglied) aktiv und übernahm am 1. September 1975 als Heimleiterin das Schülerinternat Europahaus des Kindes in Wien-Ottakring. Diese Funktion übte sie bis 1980 aus und war danach bis 1996 Geschäftsführerin der 1958 gegründeten Gesellschaft Österreichischer Kinderdörfer, der sie später (bis mindestens in die frühen 2020er Jahre) auch als Vizepräsidentin vorstand. Zudem war sie von 1993 bis Oktober 2009 Vorsitzende der Wiener Kinderfreunde sowie stellvertretende Vorsitzende deren Bundesorganisation, der Österreichischen Kinderfreunde. Unter ihrer Führung kam es zur Gründung zahlreicher Betriebskindergärten. Bereits in ihrer Jugend war Graßberger, die über das Elternhaus früh mit der Politik in Berührung gekommen war, als Mitglied der Roten Falken politisch aktiv und war danach ab 1976 für die SPÖ als Bezirksrätin in Ottakring tätig.
Am 1. Jänner 1980 wurde sie als erste Frau in Wien zur Bezirksvorsteher-Stellvertreterin gewählt, bekleidete dieses Amt bis 1994 und war danach Wiener Landtagsabgeordnete und Gemeinderätin. Bereits 1987 hätte sie durch den damaligen Bürgermeister Helmut Zilk die Möglichkeit erhalten, in den Wiener Stadtrat einzuziehen, entschied sich jedoch dagegen, da sie meinte, dass ihr das zugeteilte Ressort nicht gelegen hätte und ihre Tochter Pamela (* 1976) zu dieser Zeit erst elf Jahre alt gewesen sein. Hinzu kam die Trennung von ihrem damaligen Ehemann im Jahre 1990 mit der anschließenden Scheidung 1992, woraufhin sie ihre Tochter alleine erzog.

### Landtagsabgeordnete, Gemeinderätin und Bezirksvorsteherin
Dem Wiener Gemeinderat und Landtag gehörte sie in der 15. Wahlperiode an und war am 7. November 1994 eine von mehreren Personen, die in den Wiener Gemeinderat und Landtag nachrückten. Bis 29. November 1996, dem Ende der 15. Wahlperiode, trat sie als Abgeordnete und Gemeinderätin in Erscheinung. Nach ihrem Ausscheiden übernahm sie im Dezember 1996 von Alfred Barton das Amt des Bezirksvorstehers von Ottakring und übte dieses Amt bis zu ihrer offiziellen Pensionierung im Spätsommer 2004 aus. In ihre Amtszeit als Bezirksvorsteherin fielen etwa die Verlängerung der U-Bahn-Linie U3 nach Ottakring (bis 1998) und im Zuge dessen die Errichtung zahlreicher neuer Wohnungen in zum Teil alten Gebäudebeständen. In den letzten acht Jahren ihres Wirkens als Vorsteherin erfolgte in Ottakring mit Unterstützung von 239 Millionen Euro an Wohnbauförderung der Neubau von 4443 Wohnungen sowie die Sanierung von 5220 Wohnungen in 215 Häusern mit 241 Millionen Euro aus der Wohnbauförderung. Generell entstand hier ein völlig neuer und attraktiver Bezirksteil.
Ein weiteres erwähnenswertes Ereignis während ihrer Amtszeit war das Ende der Parkplatzmisere rund um das Wilhelminenspital mit dem 1996 begonnenen Bau einer Tiefgarage. 1997 erfolgte die Revitalisierung der Stadtbahnbögen, gefolgt von dem Bürgerbeteiligungsverfahren für den neuen Yppenplatz (im Yppenviertel) im Jahre 1998. In ebendiesem Jahr erfolgte auch die Eröffnung der Park-and-Ride-Anlage Spetterbrücke und die Revitalisierung des dortigen Grätzls. Im nachfolgenden Jahr 1999 erfolgte die Inbetriebnahme des Jobcenters in der Adolf-Czettel-Gasse, die Neueröffnung der Außenstelle des Wiener Integrationsfonds (kurz WIF) für Ottakring und Hernals im 16. Bezirk, die Eröffnung der Kunstmeile an der U3-Station sowie der Start des internationalen beachteten Kulturprojekts SOHO im Bereich des Brunnenmarkts. Vom Falter wurde sie Anfang Oktober 1999 zum Dolm der Woche, also eine Person, die nach Meinung des Falters besonders negativ aufgefallen sei, gewählt. Um das Jahr 2003, dem Jahr der 111er-Feier im Bezirk, begann auch der Bau der Gartensiedlung Ottakring am Gelände der Ottakringer Brauerei, des Hauses der Barmherzigkeit oder der Volksgarage am Ludo-Hartmann-Platz. In diesem Jahr wurde auch der Wohnpark Seitenberggasse bezugsfertig. Nur ein Jahr später fiel unter anderem der Grundsatzbeschluss für ein Kinderfreibad am Hofferplatz und es entstanden ein Mädchentreff in der Gaullachergasse und ein Kindertagesheim in der Seeböckgasse.
Im Jahr ihrer Ruhestandsversetzung wurde sie von der Stadt Wien unter Bürgermeister Michael Häupl mit der Julius-Tandler-Medaille in Gold ausgezeichnet (Gemeinderatsbeschluss: 26. November 2003; Überreichung: 29. März 2004). Diese wurde ab 1960 als äußeres Zeichen der Anerkennung und Würdigung an Personen verliehen, die sich durch ihre uneigennützige und aufopfernde Tätigkeit um das Wohl der Mitmenschen besonders verdient gemacht haben. Nach ihrer Pensionierung übernahm der bisherige Ottakringer SPÖ-Bezirksrat Franz Prokop die Agenden des Bezirksvorsteher und wurde auch Graßbergers Nachfolger, als diese im Oktober 2009 ihre Funktion als Vorsitzende der Wiener Kinderfreunde zurücklegte.
Neben ihrer Mitgliedschaft in der SPÖ und den Kinderfreunden gehörte sie auch dem Aflenzer Tennisclub und dem Aflenzer Skiclub an. Im Jahr 2008 wurde ihr das Goldene Ehrenzeichen für Verdienste um die Republik Österreich verliehen. 2011 wurde sie für ihre 40-jährige ÖSV-Mitgliedschaft geehrt. Weiters war Graßberger Gründungsmitglied der Kinderhilfe und betätigte sich im Verein Licht ins Dunkel.